# 第253飛行隊 (イスラエル空軍)
イスラエル空軍 第253飛行隊（253 Squadron） は、イスラエル航空宇宙軍で最初にF-16I "Sufa"を運用した飛行隊である。
別名として、ネゲブ・スコードロン（The Negev Squadron）、あるいはアイアンバード・スコードロン（The Iron Bird Squadron）とも呼ばれる。

## 歴史
第253飛行隊は、1975年頃に運用機種をクフィルC1に更新した第101飛行隊から移管されたミラージュIII CJ/BJおよびネシェルを運用する飛行隊として、1976年頃にエイタム空軍基地で編成された。エイタム空軍基地は当時イスラエルが占領していたシナイ半島内に存在しており、現在のエル・ゴラ（El Gorah、ガザ地区のすぐ西側）に位置していた。1980年頃には第117飛行隊の運用機種のF-16A/Bへの更新に伴い、第117飛行隊から移管されたミラージュIIIおよびネシェルが追加配備された。
1982年4月になると、1978年のキャンプ・デービッド合意に基づくシナイ半島のエジプトへの変換に伴い、第253飛行隊はエイタム空軍基地から新たに建設されたラモン空軍基地に移動し、運用していたミラージュIIIを第254飛行隊に移管した。同じころ、運用機種としてクフィルC2が追加配備されたとする資料もあるが、確実ではない。
1987年頃になると、F-16A/Bを運用していた第110飛行隊および第117飛行隊が運用機種をF-16C Block30に更新し、これらの飛行隊の使用していたF-16A/Bが第253飛行隊および第140飛行隊に移管された。
2004年2月19日になって、第253飛行隊の運用機種はピース・マーブルVにより導入された最新型のF-16I Sufaに更新され、イスラエル空軍でこの機種を運用する最初の飛行隊となった。イスラエル空軍はこの後、第119飛行隊（2004年12月）、第107飛行隊（2006年7月）、第201飛行隊（2008年7月）に順次F-16Iを配備し、運用を行っている。